# Lise Ringheim
Lise Ringheim (født 15. maj 1926 på Frederiksberg, død 25. september 1994) var en dansk skuespillerinde.
Oprindelig turnerede hun som jazzsangerinde, men som godt 20 årig fandt hun ud af, at hun ville være skuespillerinde og påbegyndte uddannelsen på Det kongelige Teaters elevskole. Hun var i mange år tro mod Det kongelige Teater, hvor hun naturligt fik en lang række store roller i stykker af Heiberg, Holberg, Hostrup, Wessel, Ernst Bruun Olsen, Berthold Brecht etc..
Lise Ringheim nåede derudover at medvirke i en del film og var fra radioen allermest kendt for sin rolle i DR's serie Karlsens Kvarter.
Hun var fra 1971 til sin død gift med skuespilleren Henning Moritzen. Ringheim var Ridder af Dannebrog.
Hun ligger begravet på Frederiksberg Ældre Kirkegård.

## Udvalgt filmografi
- Ebberød Bank – 1943
- Askepot - 1950
- Vi arme syndere – 1952
- Solstik – 1953
- Vi som går køkkenvejen – 1953
- Sukceskomponisten – 1954
- Himlen er blå – 1954
- Et eventyr om tre – 1954
- "Lady og Vagabonden" - 1955
- Mor skal giftes – 1958
- Den sidste vinter – 1960
- Den hvide hingst – 1961
- Eventyr på Mallorca – 1961
- Harry og kammertjeneren – 1961
- Den kære familie – 1962
- Paradis retur – 1964
- Pengene eller livet – 1982
- Himmel og helvede – 1988
- De skrigende halse – 1992